# アグスティン・アルバレス・マルティネス
アグスティン・アルバレス・マルティネス（Agustín Álvarez Martínez, 2001年5月19日 - ）は、ウルグアイ・カネロネス県出身のサッカー選手。ウルグアイ代表。USサッスオーロ・カルチョ所属。ポジションはフォワード。

## 経歴
2012年からCAペニャロールのユースチームでプレーし、2020年にトップチームに昇格した。
2022年6月17日、USサッスオーロ・カルチョと5月契約を締結したことが発表された。

## 代表歴
ウルグアイ代表として2021年8月29日、A代表に召集された。

## タイトル
ペニャロール
- プリメーラ・ディビシオン: 2021[6]
- スーペルコパ・ウルグアージャ: 2022[7]

個人
- プリメーラ・ディビシオン年間最優秀若手選手: 2021[8]
- プリメーラ・ディビシオン年間ベストイレブン: 2021[8]
- コパ・スダメリカーナ得点王: 2021[9]